# جائزة موناكو الكبرى 1985
جائزة موناكو الكبرى 1985 هو سباق فورمولا 1 أقيم بتاريخ 19 مايو 1985 في حلبة موناكو، مونت كارلو. كان الرابع من أصل 16 في بطولة العالم لسباقات الفورمولا واحد موسم 1985. حلّ الفرنسي ألن بروست أولا بينما جاء الإيطالي ميكيلي ألبوريتو في المركز الثاني وحصل على المركز الثالث الإيطالي إيليو دي انجيليس.